# Jakub Wilk
Jakub Wilk (ur. 11 lipca 1985 w Poznaniu) – polski piłkarz, występujący na pozycji pomocnika w polskim klubie Wiara Lecha Poznań.

## Kariera klubowa
Jakub Wilk swoją piłkarską karierę rozpoczynał w SKS 13 Poznań, skąd w 2003 roku przeszedł do rezerw Lecha Poznań. Był mocnym punktem drugiej drużyny Kolejorza. W rundzie wiosennej sezonu 2004/2005 został włączony do pierwszego zespołu, jednak nie rozegrał wówczas żadnego meczu.
W sezonie 2005/2006 wystąpił w dziesięciu spotkaniach Orange Ekstraklasy, jednak ówczesny trener Lecha, Czesław Michniewicz twierdził, że młody piłkarz nie był jeszcze odpowiednio przygotowany kondycyjnie. W okresie przygotowawczym przed sezonem 2006/2007 Wilk nadrobił zaległości fizyczne i stał się podstawowym graczem swojego zespołu. Często stanowił o sile ofensywnej drużyny, rozpoczynając dynamiczne akcje.
W sezonie 2008/2009 Wilk zdobył z Lechem Remes Puchar Polski. Latem 2009 roku sięgnął po Superpuchar Ekstraklasy. W sezonie 2009/2010 został z Lechem Mistrzem Polski.
19 stycznia 2012 roku urodził mu się syn, który otrzymał imię Ethan. 17 stycznia 2013 roku za porozumieniem stron rozwiązał kontrakt z Lechem Poznań. W styczniu 2013 roku związał się kontraktem z Žalgirisem Wilno. W sezonie 2013 zdobył z tym zespołem mistrzostwo Litwy, Puchar Litwy i Superpuchar. Latem 2013 przeszedł do rumuńskiego zespołu FC Vaslui. Jednak w styczniu 2014 rozwiązał swój kontrakt z dotychczasowym zespołem z powodu zaległości w płatnościach pensji i powrócił do Žalgirisu Wilno. 10 stycznia 2017 został zawodnikiem I-ligowej Bytovii Bytów.
Po odejściu z Bytovii występował w Polonii Środa Wielkopolska, Tarnovii Tarnowo Podgórne i Wiarze Lecha Poznań.

## Kariera reprezentacyjna
7 lutego 2009 Wilk zadebiutował w reprezentacji Polski w meczu towarzyskim przeciwko Litwie (1:1).
| Reprezentacja | Rok     | Mecze | Bramki |
| ------------- | ------- | ----- | ------ |
| Polska        | 2009    | 3     | 0      |
| Łącznie       | Łącznie | 3     | 0      |

| Mecze i gole w reprezentacji | Mecze i gole w reprezentacji | Mecze i gole w reprezentacji | Mecze i gole w reprezentacji | Mecze i gole w reprezentacji | Mecze i gole w reprezentacji | Mecze i gole w reprezentacji |
| #                            | Data                         | Miasto                       | Przeciwnik                   | Gol                          | Wynik                        | Rozgrywki                    |
| ---------------------------- | ---------------------------- | ---------------------------- | ---------------------------- | ---------------------------- | ---------------------------- | ---------------------------- |
| 1.                           | 07.02.2009                   | Faro                         | Litwa                        |                              | 1:1                          | towarzyski                   |
| 2.                           | 06.06.2009                   | Johannesburg                 | Południowa Afryka            |                              | 0:1                          | towarzyski                   |
| 3.                           | 09.06.2009                   | Kapsztad                     | Irak                         |                              | 1:1                          | towarzyski                   |

## Statystyki

### Klubowe
(aktualne na dzień 1 czerwca 2015)
| Klub           | Sezon              | Liga               | Ligi krajowe | Ligi krajowe | Ligi krajowe | Puchary krajowe | Puchary krajowe | Puchary krajowe | Europa | Europa | Europa | Łącznie | Łącznie | Łącznie |
| Klub           | Sezon              | Liga               | Mecze        | Bramki       | Asysty       | Mecze           | Bramki          | Asysty          | Mecze  | Bramki | Asysty | Mecze   | Bramki  | Asysty  |
| -------------- | ------------------ | ------------------ | ------------ | ------------ | ------------ | --------------- | --------------- | --------------- | ------ | ------ | ------ | ------- | ------- | ------- |
| Lech Poznań    | 2003/2004          | I Liga             | –            | –            | –            | 1               | 0               | 0               | –      | –      | –      | 1       | 0       | 0       |
| Lech Poznań    | 2004/2005          | I Liga             | –            | –            | –            | –               | –               | –               | –      | –      | –      | 0       | 0       | 0       |
| Lech Poznań    | 2005/2006          | I Liga             | 10           | 0            | 0            | 1               | 0               | 0               | 1      | 0      | 0      | 12      | 0       | 0       |
| Lech Poznań    | 2006/2007          | I Liga             | 29           | 2            | 6            | 7               | 0               | 0               | –      | –      | –      | 36      | 2       | 6       |
| Lech Poznań    | 2007/2008          | I Liga             | 23           | 3            | 0            | 4               | 2               | 0               | –      | –      | –      | 27      | 5       | 0       |
| Lech Poznań    | 2008/2009          | Ekstraklasa        | 26           | 3            | 1            | 10              | 0               | 2               | 10     | 0      | 0      | 46      | 3       | 3       |
| Lech Poznań    | 2009/2010          | Ekstraklasa        | 20           | 3            | 2            | 1               | 0               | 0               | 4      | 1      | 0      | 25      | 4       | 2       |
| Lech Poznań    | 2010/2011          | Ekstraklasa        | 22           | 5            | 4            | 7               | 1               | 2               | 11     | 0      | 2      | 40      | 6       | 8       |
| Lech Poznań    | 2011/2012          | Ekstraklasa        | 13           | 0            | 1            | 2               | 0               | 0               | –      | –      | –      | 14      | 0       | 1       |
| Lechia Gdańsk  | 2011/2012          | Ekstraklasa        | 12           | 2            | 0            | 0               | 0               | 0               | –      | –      | –      | 12      | 2       | 0       |
| Lech Poznań    | 2012/2013          | Ekstraklasa        | 5            | 0            | 2            | 0               | 0               | 0               | 2      | 0      | 0      | 7       | 0       | 2       |
| Žalgiris Wilno | 2013               | A Lyga             | 16           | 6            | 12           | 1               | 0               | 0               | 0      | 0      | 0      | 17      | 6       | 12      |
| FC Vaslui      | 2013/2014          | Liga I             | 13           | 1            | 2            | 2               | 0               | 1               | 0      | 0      | 0      | 15      | 1       | 3       |
| Žalgiris Wilno | 2014               | A Lyga             | 31           | 10           | 13           | 1               | 1               | 0               | 2      | 0      | 0      | 34      | 11      | 13      |
| Žalgiris Wilno | 2015               | A Lyga             | 13           | 3            | 8            | 0               | 0               | 0               | 0      | 0      | 0      | 13      | 3       | 8       |
| Suma           | Lech Poznań        | Lech Poznań        | 148          | 16           | 16           | 33              | 3               | 5               | 28     | 1      | 2      | 209     | 20      | 27      |
| Suma           | Lechia Gdańsk      | Lechia Gdańsk      | 12           | 2            | 0            | 0               | 0               | 0               | 0      | 0      | 0      | 12      | 2       | 0       |
| Suma           | FC Vaslui          | FC Vaslui          | 13           | 1            | 2            | 2               | 0               | 1               | 0      | 0      | 0      | 15      | 1       | 3       |
| Suma           | Žalgiris Wilno     | Žalgiris Wilno     | 60           | 19           | 33           | 2               | 1               | 0               | 2      | 0      | 0      | 64      | 20      | 33      |
| Suma           | Ogólnie w karierze | Ogólnie w karierze | 233          | 38           | 51           | 37              | 4               | 6               | 30     | 1      | 2      | 300     | 43      | 63      |

## Sukcesy

### Lech Poznań
- Mistrzostwo Polski: 2009/2010
- Puchar Polski: 2009
- Superpuchar Polski: 2010

### Žalgiris Wilno
- Puchar Litwy: 2012/2013, 2013/2014
- Superpuchar Litwy: 2013